# Livsstil
Livsstil er et begreb, som anvendes i forskellige betydninger. Det kan referere til måden, hvorpå et menneske, eller en gruppe af mennesker, ud fra egne valg forholder sig til egen levevis, gennem materielt forbrug, social interaktion, kost, nydelsesmidler, fysisk aktivitet, fritidsinteresser, synet på kunst og litteratur mv. Livsstilen er også afhængig af døgnrytme, tilstrækkelig søvn og stresskontrol. Livsstil bliver ofte sammenkædet med sundhed og livskvalitet, der kan anses af blive forringet, såfrem personen ikke har et afbalanceret forhold til de elementer, der indgår i personens livsstil.

## Livsstil som forskningsområde
I videnskaberne blev begrebet oprindelig introduceret af den østrigske psykolog Alfred Adler (1870-1937).
Begrebet optræder også i sociologiske analyser, markedsanalyser og sygdomsforebyggende arbejde, hvor det antages, at smag og personlige præferencer spiller en afgørende rolle i individets opbygning af et mønster af vaner. Studiet af disse vaner gør det muligt at analysere livsstile skematisk.
Livsstil ses også i forskningsdebatten som en underordnet kategori til livsformer. Med udgangspunkt i Jürgen Habermas's livsverdensbegreb, defineredes tre prototypiske livsformer med udgangspunkt i arbejdslivet: Den selvstændige, den karrierebundne og lønmodtagerens. Livsstil er i denne sammenhæng de individuelle valg, som repræsentanter for hver enkelt livsform selv vælger. Der antages at være fire livsstilssegmenter. Henrik Dahl har i sine livsstilsanalyser perspektiveret livsstil som et udtryk for idealtyper. Han inddeler livsstilene i fire segmenter. Disse er blevet benyttet af AC Nielsen i en række analyser af livsstilsforskelle. Idealtyperne for livsstile bygger teoretisk på Pierre Bourdieus habitusbegreb. Konkrete danske analyser har blandt andet taget udgangspunkt i MINERVA-modellen. Modellen er bygget op om et værdikort, som benyttes som grundlag for empiriske studier af de fire segmenter.